# Імянлікулево
Імянліку́лево (рос. Имянликулево, башк. Имәнлеҡул) — село у складі Чекмагушівського району Башкортостану, Росія. Адміністративний центр Імянлікулевської сільської ради.
Населення — 761 особа (2010; 909 у 2002).
Національний склад:
- башкири — 71 %
- татари — 26 %

У селі народився Герой Соціалістичної праці Шаріпов Рішат Мусінович (1933-2004).